# 42e cérémonie des International Emmy Awards
Pour la cérémonie principale des Emmy Awards récompensant les programmes télévisés diffusés en primetime aux États-Unis, voir la 66e cérémonie des Primetime Emmy Awards.
La 42e cérémonie des International Emmy Awards, décernés par l'International Academy of Television Arts and Sciences, a eu lieu le 24 novembre 2014, et a récompensé les programmes télévisés internationaux diffusés au cours de la saison 2013-2014.

## Palmarès

### Meilleur programme artistique
| Meilleur programme artistique                             | Pays      | Réseau de télévision | Résultat   |
| --------------------------------------------------------- | --------- | -------------------- | ---------- |
| The Exhibition                                            | Canada    | Super Channel        | Lauréat    |
| El otro me importa                                        | Argentine | Encuentro            | Nomination |
| Nonfiction W: Picture Book Touch, Feel, and Fragility     | Japon     | WOWOW                | Nomination |
| Wagnerwahn - Mythos und Machenschaften des Richard Wagner | Allemagne | SWR                  | Nomination |

### Meilleur acteur
| Meilleur acteur                         | Pays        | Réseau de télévision                             | Résultat   |
| --------------------------------------- | ----------- | ------------------------------------------------ | ---------- |
| Stephen Dillane (Tunnel)                | Royaume-Uni | Sky Atlantic / Canal+                            | Lauréat    |
| Claude Legault (19-2)                   | Canada      | ICI Radio-Canada Télé                            | Nomination |
| Pablo Rago (Televisión por la Justicia) | Argentine   | On Tv- Llorente / Villarruel Contenidos SA / CIN | Nomination |
| Xiubo Wu (The Orphan of Zhao)           | Chine       | CCTV                                             | Nomination |

### Meilleure actrice
| Meilleure actrice                           | Pays        | Réseau de télévision                             | Résultat   |
| ------------------------------------------- | ----------- | ------------------------------------------------ | ---------- |
| Bianca Krijgsman (De Nieuwe Wereld)         | Pays-Bas    | Omroep NTR                                       | Lauréat    |
| Tuba Büyüküstün (20 Dakika)                 | Turquie     | Star TV                                          | Nomination |
| Olivia Colman (Broadchurch)                 | Royaume-Uni | ITV                                              | Nomination |
| Romina Gaetani (Televisión por la Justicia) | Argentine   | On Tv- Llorente y Villarruel Contenidos SA / CIN | Nomination |

### Meilleure comédie
| Meilleure comédie               | Pays           | Réseau de télévision | Résultat   |
| ------------------------------- | -------------- | -------------------- | ---------- |
| Wat Als?                        | Belgique       | 2BE                  | Lauréat    |
| Please Like Me                  | Australie      | ABC                  | Nomination |
| Late Nite News with Loyiso Gola | Afrique du Sud | eNCA                 | Nomination |
| A Mulher do Prefeito            | Brésil         | Rede Globo           | Nomination |

### Meilleur documentaire
| Meilleur documentaire                         | Pays         | Réseau de télévision | Résultat   |
| --------------------------------------------- | ------------ | -------------------- | ---------- |
| Frihet bakom galler                           | Suède        | SVT / NHK / NRK      | Lauréat    |
| De Volta                                      | Brésil       | Canal Futura         | Nomination |
| No Fire Zone: The Killing Fields of Sri Lanka | Royaume-Uni  | Channel 4            | Nomination |
| Phantoms of the Border                        | Corée du Sud | TV Chosun            | Nomination |

### Meilleure série dramatique
| Meilleure série dramatique | Pays        | Réseau de télévision  | Résultat   |
| -------------------------- | ----------- | --------------------- | ---------- |
| Utopia                     | Royaume-Uni | Channel 4             | Lauréat    |
| Prófugos                   | Chili       | HBO Latin America     | Nomination |
| Tunnel                     | Royaume-Uni | Sky Atlantic / Canal+ | Nomination |
| Yae's Sakura               | Japon       | NHK                   | Nomination |

### Meilleur programme de divertissement non-scénarisé
| Meilleur programme de divertissement non-scénarisé | Pays        | Réseau de télévision          | Résultat   |
| -------------------------------------------------- | ----------- | ----------------------------- | ---------- |
| Educating Yorkshire                                | Royaume-Uni | Channel 4                     | Lauréat    |
| MasterChef China                                   | Chine       | Dragon Television             | Nomination |
| Missie Mosango                                     | Belgique    | Geronimo Productions          | Nomination |
| O Infiltrado                                       | Brésil      | History Channel Latin America | Nomination |

### Meilleur telenovela
| Meilleur telenovela      | Pays        | Réseau de télévision  | Résultat   |
| ------------------------ | ----------- | --------------------- | ---------- |
| Joia Rara                | Brésil      | Rede Globo            | Lauréat    |
| 30 Lives: Maxim Bouchard | Canada      | Ici Radio-Canada Télé | Nomination |
| Belmonte                 | Portugal    | TVI                   | Nomination |
| My Husband's Lover       | Philippines | GMA Network           | Nomination |

### Meilleur téléfilm / mini-série
| Meilleur téléfilm / mini-série | Pays        | Réseau de télévision | Résultat   |
| ------------------------------ | ----------- | -------------------- | ---------- |
| Generation War                 | Allemagne   | ZDF                  | Lauréat    |
| Alexandre e Outros Heróis      | Brésil      | Rede Globo           | Nomination |
| An Adventure in Space and Time | Royaume-Uni | BBC                  | Nomination |
| Radio                          | Japon       | NHK                  | Nomination |

### Meilleur programme de prime-time non-anglais
| Meilleur programme de prime-time non-anglais | Pays       | Réseau de télévision        | Résultat   |
| -------------------------------------------- | ---------- | --------------------------- | ---------- |
| El Señor de los Cielos                       | États-Unis | Telemundo                   | Lauréat    |
| Pasión prohibida                             | États-Unis | Telemundo                   | Nomination |
| La patrona                                   | États-Unis | Telemundo                   | Nomination |
| Temple de Acero                              | États-Unis | National Geographic Channel | Nomination |